# Hành tinh Namek
Hành tinh Namek (ナメック星 Namekkusei) là một hành tinh hư cấu trong loạt truyện tranh và phim hoạt hình Bảy viên ngọc rồng. Có tọa độ tại 9045XY, nơi đây là hành tinh quê hương của Kami Kami (Thượng đế), Đại ma vương Piccolo, Dende, cùng với những người Namek khác.

Hành tinh Namek

Hành tinh này đã bị phá hủy trong cuộc chiến giữa Frieza và Sôn Gôku vào ngày 24 tháng 12 với thời gian tồn tại là 762 năm. Sau một năm sống tị nạn ở Trái Đất do hành tinh Namek cũ bị phá hủy, những người Namek được chuyển tới hành tinh Namek mới.
Chỉ số sức mạnh của người Namek khoảng 1,000-3,000.